# Schlacht bei Trevilian Station
Wilderness – Spotsylvania C.H. – Yellow Tavern – Wilsons Wharf – Haws Shop – North Anna – Totopotomoy Creek – Old Church – Cold Harbor – Trevilian Station – Saint Marys Church
Die Schlacht bei Trevilian Station (auch Schlacht von Trevilians genannt) fand am 11. und 12. Juni 1864 statt. Sie war Bestandteil von General Ulysses S. Grants Überland-Feldzug gegen die Nord-Virginia-Armee des konföderierten Generals Robert Edward Lee. Sie war eine der blutigsten Kavallerieschlachten des Sezessionskrieges und endete mit einem Sieg der Nord-Virginia-Armee.

## Hintergrund

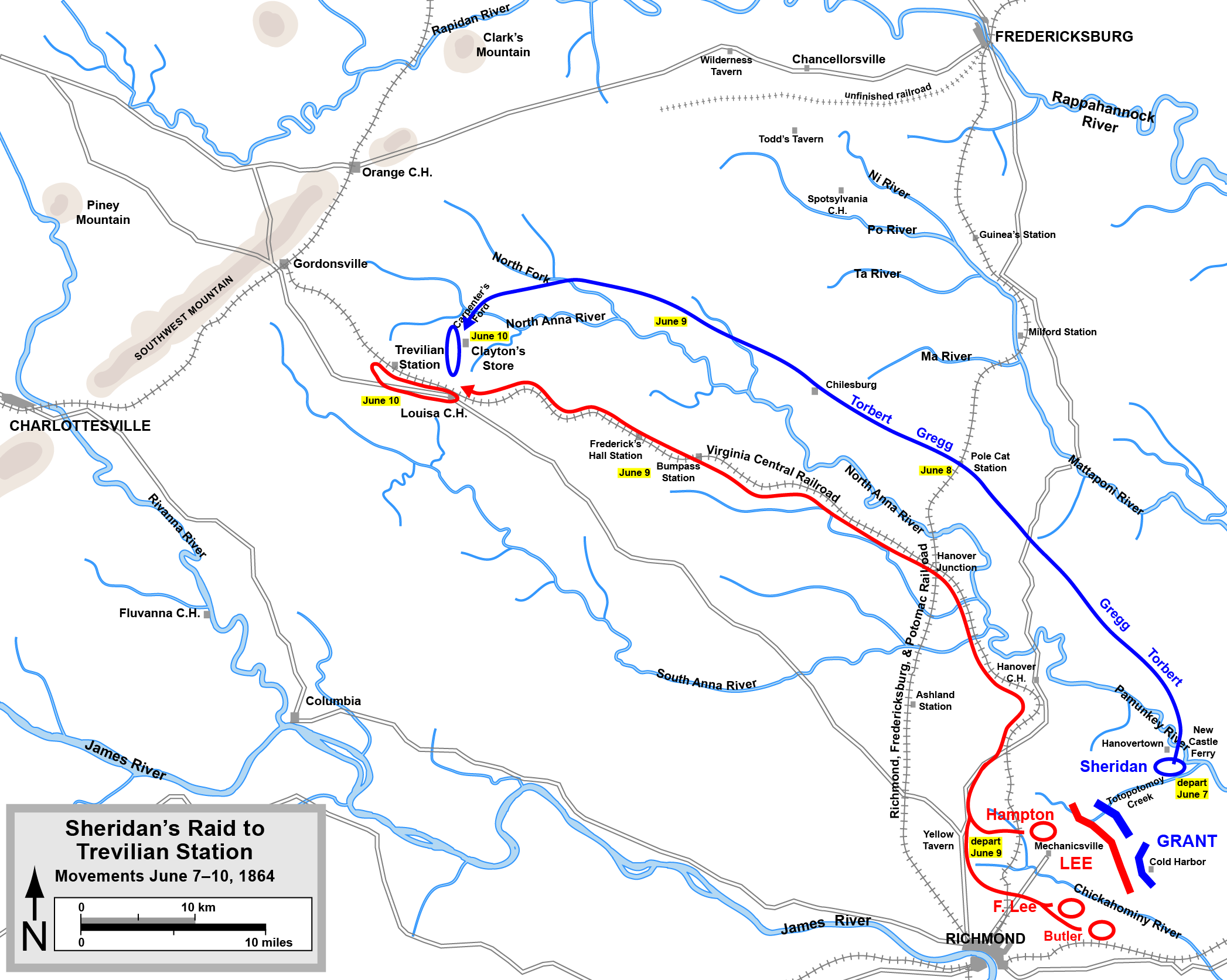
Anmarsch zum Schlachtfeldrot: konföderierte Truppen
blau: Unionstruppen

Anfang Juni 1864 versuchte Generalleutnant Ulysses S. Grant General Robert E. Lees Nord-Virginia-Armee zu vernichten. Grant bekam politischen Druck aus Washington, D.C., da dort die Präsidentschaftswahlen bevorstanden. Grant benötigte einen Sieg, um die Moral seiner Truppe nach den harten Kämpfen bei Spotsylvania und der Niederlage bei Cold Harbor wieder zu stärken. Er befahl der 100.000 Mann starken Potomac-Armee, nach Süden zu marschieren und den James zu überqueren. Dort sollte sie den Eisenbahnknotenpunkt Petersburg, Virginia einnehmen, während seine Kavallerie unter dem Kommando von Generalmajor Philip Sheridan im Norden entlang der Virginia Central-Bahnlinie im Louisa County, Virginia vorgehen sollte. Der Plan hatte zwei Ziele: Einerseits sollte die konföderierte Kavallerie von der Potomac-Armee weggelockt werden, so dass diese unbemerkt über den James übersetzen konnte und andererseits sollte die Virginia-Central-Bahnlinie abgeschnitten werden und mit ihr der dringend benötigte Nachschub für Lees Armee, der aus dem Shenandoah-Tal kommen sollte.
Am Morgen des 7. Juni verließen Sheridan und seine zwei Kavalleriedivisionen Cold Harbor, geführt von den Brigadegeneralen Alfred T.A. Torbert und David McM. Gregg. Sie folgten dem North Anna und suchten nach einer Furt, um die Bahnlinie angreifen zu können. Sie marschierten zwei Tage. Infolge der Hitze erschöpften sich die Pferde sehr schnell, so dass einige sogar erschossen werden mussten. Am 10. Juni schlug Sheridan schließlich ein Lager drei Meilen nördlich von Trevilians auf.
Während des vorangegangenen Marsches war Sheridan nur auf wenig Widerstand gestoßen, was sich aber am 10. Juni änderte, als es immer wieder zu Zusammenstößen einzelner Kavallerieeinheiten kam. Lee hatte nämlich mittlerweile seine zwei Kavalleriedivisionen unter den Generalmajoren Wade Hampton und Fitzhugh Lee auch in die Gegend von Trevilians beordert; Hampton war der kommandierende Offizier.
Die Konföderierten erreichten Trevilians einen Tag vor Sheridan, da dieser vorsichtig marschierte, um nicht entdeckt zu werden. Am Morgen des 11. Juni standen sich die beiden Großverbände gegenüber.

## Truppeneinteilung

### Kavallerie-Korps der Potomac-Armee
Generalmajor Sheridan unterstanden zwei Kavalleriedivisionen und insgesamt fünf Kavalleriebrigaden, sowie einer berittenen Artilleriebrigade mit sechs Batterien.

Kommandierender General und Kommandeure
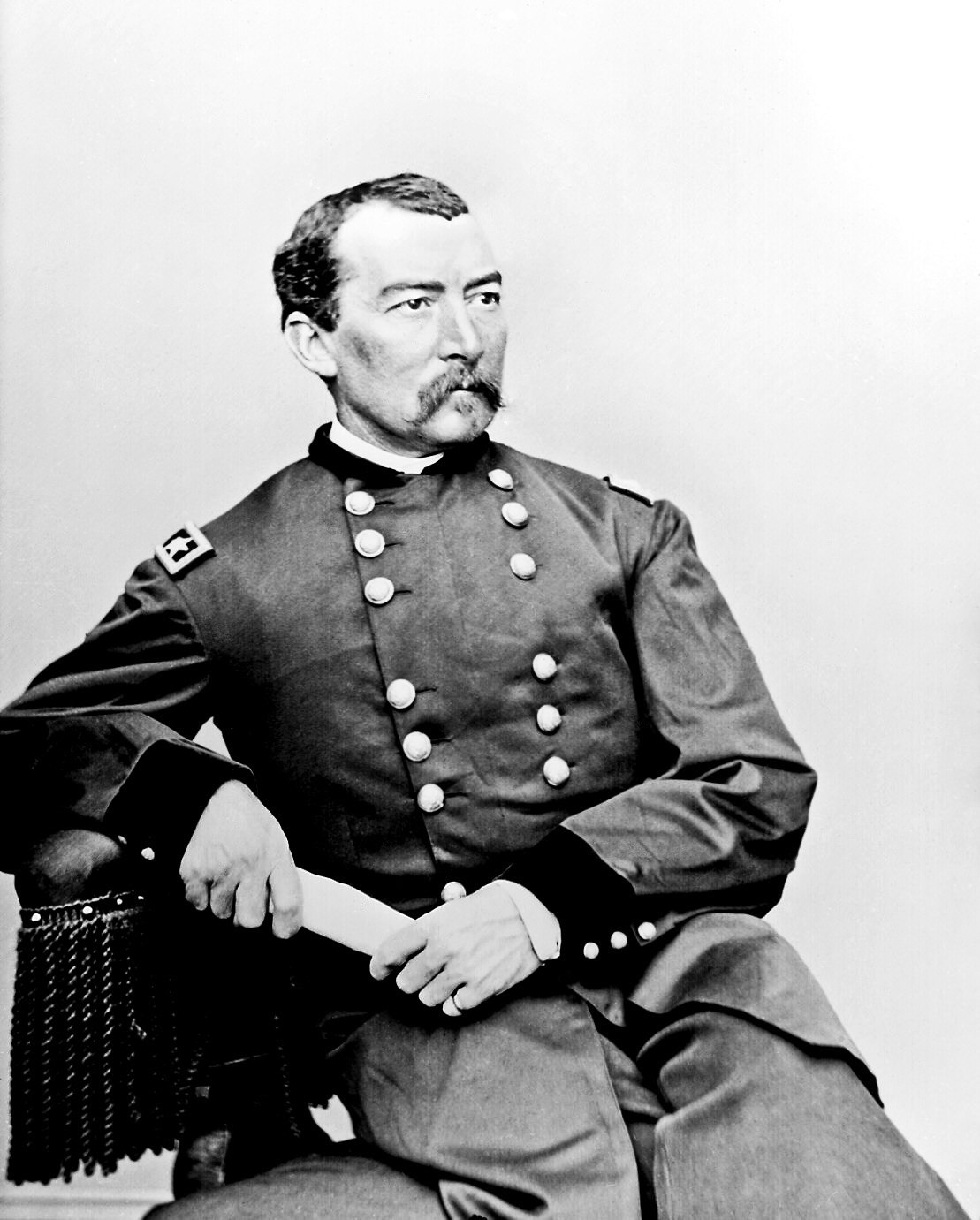
Generalmajor Philip Sheridan KG Kavallerie-Korps
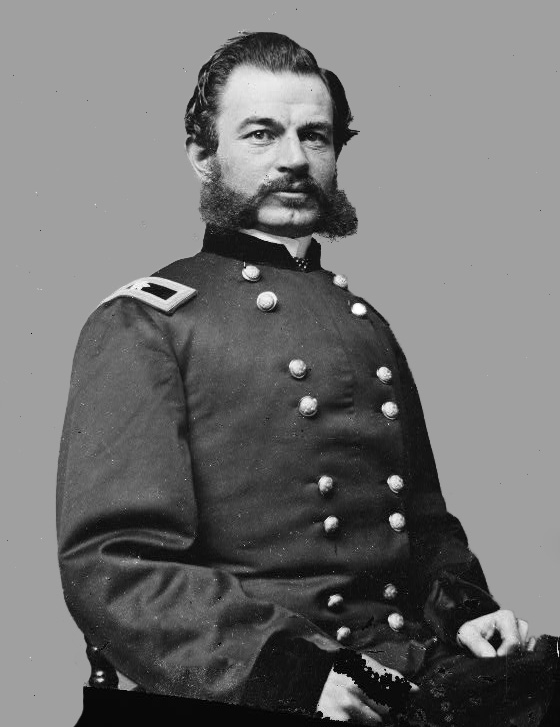
Brigadegeneral Alfred T. A. Torbert DivKdr 1. Division
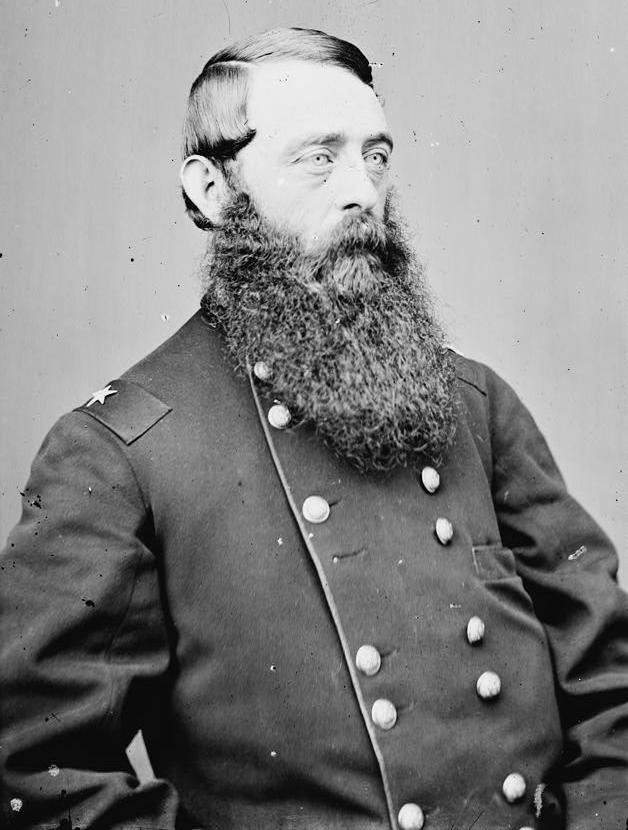
Brigadegeneral David McM. Gregg DivKdr 2. Division
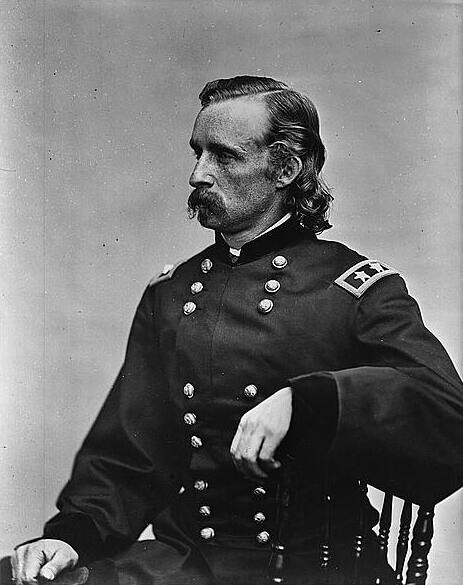
Brigadegeneral. George Armstrong Custer BrigKdr 1. Brigade

### Kavallerie-Korps der Nord-Virginia-Armee
Das Kavallerie-Korps führte Generalmajor Wade Hampton. Es bestand während der Schlacht aus zwei Kavalleriedivisionen mit fünf Kavalleriebrigaden, sowie einem berittenen Artilleriebataillon mit vier Batterien.

Kommandeure
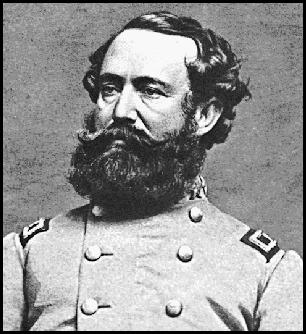
Generalmajor Wade Hampton KG Kavallerie-Korps und DivKdr 1. Division
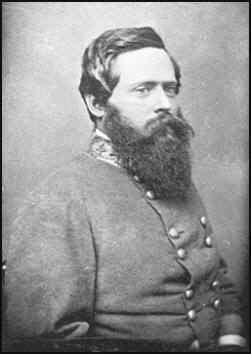
Generalmajor Fitzhugh Lee DivKdr 2. Division

## Die Schlacht

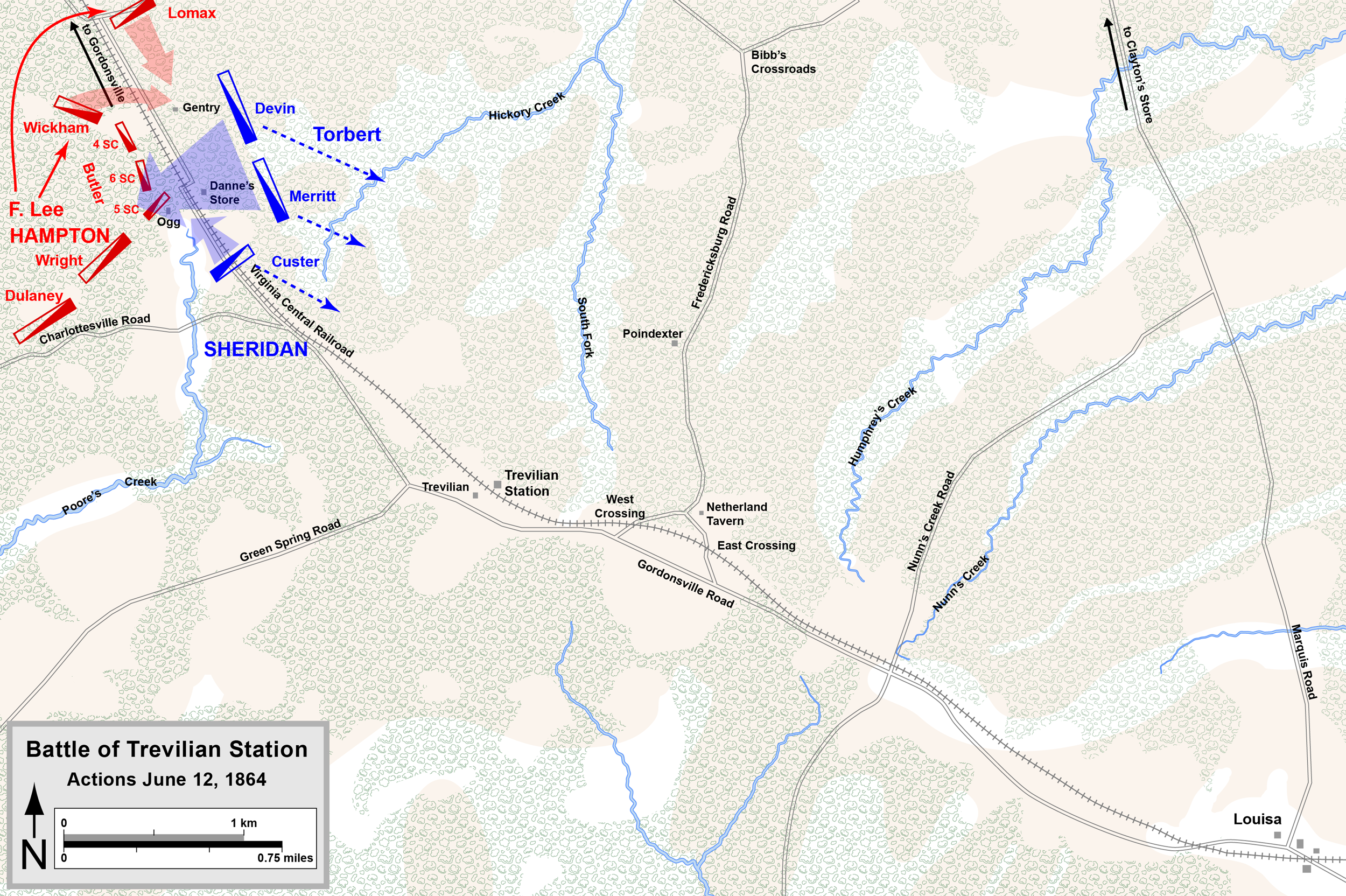
Verlauf am 12. Junirot: konföderierte Truppen
blau: Unionstruppen

Am Morgen wurde Hampton von seinen Adjutanten geweckt und auf den Feind hingewiesen. Auf die Frage, was nun zu tun sei, soll Hampton geantwortet haben: „Ich schlage vor, zu kämpfen“. Sofort entwarf Hampton einen Plan, um die Bahnlinie zu verteidigen. Er kannte Sheridans Position an einer Straßenkreuzung. Von dort aus führten zwei Straßen durch dichten Wald zum Bahnhof. Eine führte zur Trevilian Station und die andere zum Bahnhof Louisa Court House. Hampton plante seine Streitmacht zu teilen und sie jeweils eine Straße in Richtung Kreuzung angreifen zu lassen. So würde eine Division Sheridan von der Flanke aus angreifen und ihn zwingen, zum North Anna auszuweichen. Hampton selbst wollte von Trevilians aus angreifen, während Lees Division über die rechte Flanke von Louisa Court House vorstoßen sollte.

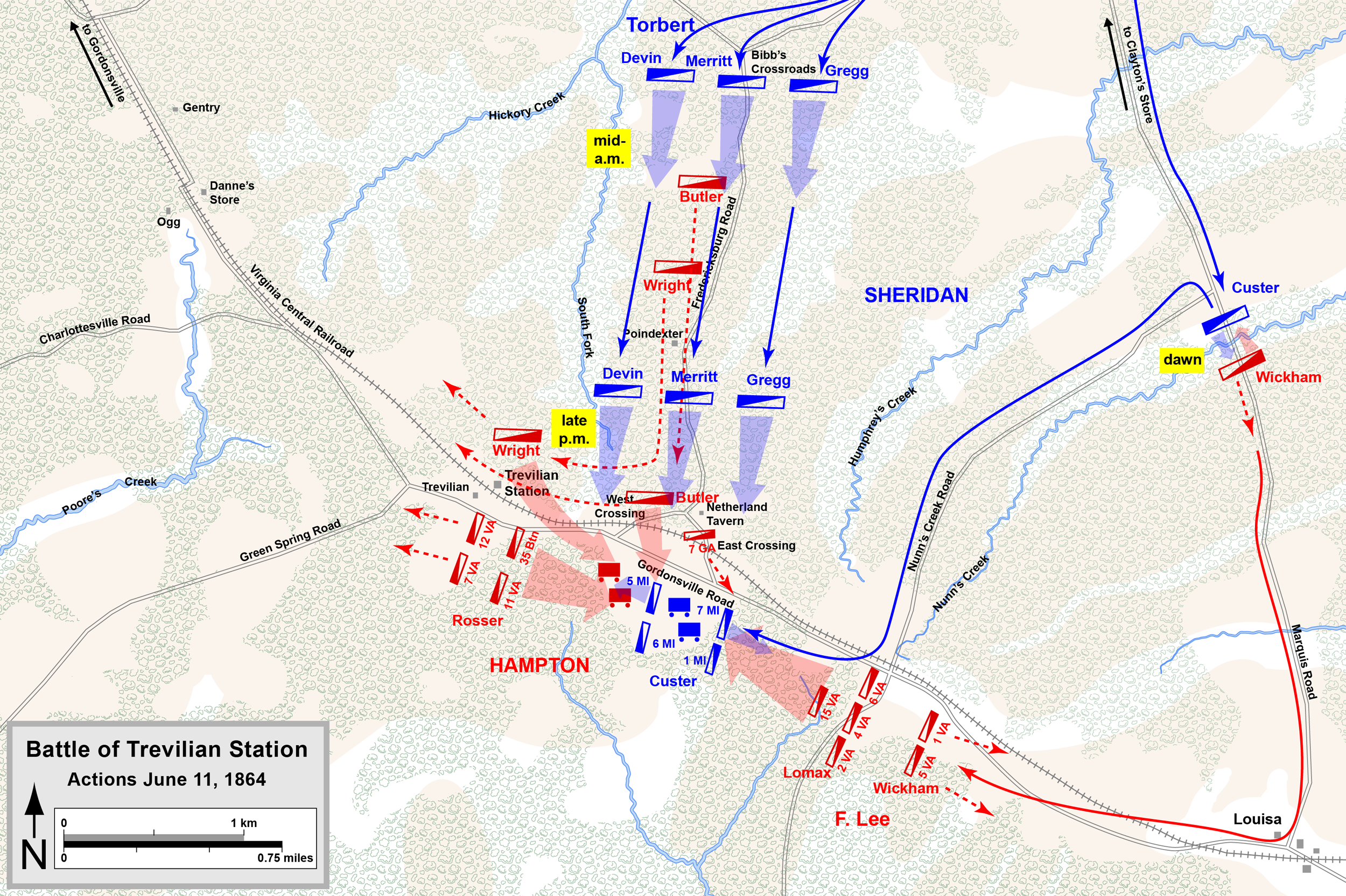
Verlauf am 11. Junirot: konföderierte Truppen
blau: Unionstruppen

Während die Konföderierten ihren Angriff begannen, versuchte auch Sheridan über beide Straßen vorzustoßen. Zwei von Torberts Brigaden bewegten sich über die Straße Richtung Trevilians, während eine dritte zusammen mit einer von Greggs Brigaden unter dem Kommando von George Armstrong Custer in Richtung Louisa Court House marschierten. Auf der Straße nach Trevilians kam es zum ersten Aufeinandertreffen. Hamptons Brigaden saßen von ihren Pferden ab und nahmen eine Verteidigungsstellung ein. Hampton hoffte die Unionstruppen solange aufhalten zu können, bis er auf der rechten Seite Verstärkung durch Fitzhugh Lee bekommen würde. Aufgrund seiner personellen Unterlegenheit musste er allerdings schon bald ausweichen und wurde durch das Dickicht bis in Sichtweite von Trevilian Station zurückgedrängt.
Lee hatte ebenfalls Probleme. Kurz nachdem er vom Bahnhof Louisa Court House los geritten war, stieß er auf zwei Unionsbrigaden. Aufgrund der Übermacht entschied sich Lee, in Richtung Trevilian Station auszuweichen. Custer und seiner Brigade wurde durch dieses Manöver ermöglicht, ebenfalls unbemerkt in Richtung Trevilian Station vorzurücken. Dies brachte die Konföderierten in eine schwierige Situation, da Custer nun nicht nur hinter ihnen, sondern auch zwischen den beiden konföderierten Divisionen stand.
Als Custer an der Trevilian Station eintraf, war diese völlig unbewacht. Es befanden sich dort nur die konföderierten Nachschubwagen mit Munition, Verpflegung und Hunderten von Pferden. Custer griff den Tross an, um Versorgungsgüter zu erbeuten. Die Konföderierten flohen. Dies führte zu einer Verfolgungsjagd, in deren Verlauf Custer von General Sheridan getrennt wurde. Hampton befahl einer Brigade, den Truppen bei Trevilian Station zu Hilfe zu kommen. Da auch Lees Truppen gleichzeitig am Bahnhof ankamen, war Custer plötzlich von links und rechts am Bahnhof eingeschlossen. Custer versuchte, unter Mitnahme seiner hinderlichen Beute über die Straße in Richtung Gordonsville, Virginia auszuweichen. Dabei hatte er übersehen, dass auf einem Hügel nördlich des Bahnhofs eine Batterie berittener konföderierter Artillerie stand, die seine Soldaten unter Feuer nahm und die vordersten Kompanien dezimierte. Gleichzeitig wurde seine rechte Flanke von Hamptons angreifender Brigade überwältigt. Custer war nun eingeschlossen, wobei sich der Kreis durch Angriffe und Artilleriebeschuss immer enger zog (eine Erfahrung, die er später bei der Schlacht am Little Big Horn erneut machen sollte).
Custer erkannte, dass er jeden Moment überrannt und seine Standarte erobert werden würde. Als der Fahnenträger getroffen wurde, nahm er die Standarte vom Stock und versteckte sie in seiner Kleidung.
Sheridan hatte den Gefechtslärm aus Custers Richtung gehört und vermutete, dass dieser Hilfe benötigte. Über die Trevilian Road griff er mit zwei Brigaden Hamptons schwächere Seite an und drängte sie wieder in Richtung des Bahnhofs zurück. Der anderen Brigade befahl er, die Straße zum Bahnhof Louisa Court House zu nehmen und in Lees geöffnete rechte Flanke zu fallen. Hampton wich daraufhin nach Westen und Lee nach Osten aus, was die Schlacht beendete. Die Unionstruppen hatten Trevilian Station zurückerobert. Sheridan fragte Custer, ob er seine Standarte verloren habe. Custer präsentierte daraufhin die gerettete Fahne unter seiner Kleidung mit den Worten; „Not by a damned sight“.
Am 12. Juli begannen Sheridans Truppen von Trevilian Station aus die Gleise zu zerstören. Greggs Division arbeitete sich in Richtung Osten und Torberts in Richtung Westen vor. Hamptons Truppen wurden schließlich von Custer in einer verschanzten Stellung zwei Meilen westlich von Trevilians entdeckt. Lee hatte sich ihm in einem weiten Bogen während der Nacht angeschlossen. Custer griff an, wurde aber unter schweren Verlusten zurückgeschlagen. Sheridan bekam Informationen, dass ein Infanteriekorps auf das nahe Lynchburg zumarschiere und beschloss auszuweichen, da er schwere Verluste zu beklagen hatte und kaum noch über Munition verfügte.

## Nach der Schlacht
Die Meinungen darüber, ob das Ergebnis der Schlacht von Trevilian Station für die Union ein Erfolg war, gehen auseinander. Um vom Überschreiten des James durch die Potomac-Armee abzulenken, kann die Schlacht als Erfolg gewertet werden, da General Lee die Absicht Grants erst bemerkte, als die Potomac-Armee die schwachen Verteidiger von Petersburg angriff. Der Plan, die Nachschublinie über die Virginia-Central-Bahnlinie zu unterbrechen, war weniger erfolgreich. Innerhalb von zwei Wochen waren die Gleise wieder hergestellt, und auch der geplante Zusammenschluss zwischen Sheridan und General Hunter fand nicht statt, da Hunter in der Schlacht bei Lynchburg geschlagen wurde und vor General Jubal Early bis nach Maryland ausweichen musste.